# Monique Garbrechtová-Enfeldtová
Monique Garbrechtová-Enfeldtová (* 11. prosince 1968 Postupim), rozená Garbrechtová, je bývalá východoněmecká a německá rychlobruslařka.
V roce 1985 skončila na Mistrovství světa juniorů na třetím místě, v následujících dvou letech šampionát vyhrála. Ve Světovém poháru debutovala v sezóně 1988/1989. Tehdy také poprvé startovala na Mistrovství světa ve sprintu, kde se umístila na osmé příčce, v roce 1991 si z něj odvezla první zlatou medaili. Umísťovala na předních příčkách závodů na 500 a 1000 m, zúčastnila se Zimních olympijských her 1992 (jeden bronz) i 1994. Řadu medailí z velkých světových akcí získala na přelomu 20. a 21. století včetně osmi titulů mistryně světa, stříbrné medaile ze zimní olympiády 2002 a šesti vítězství v celkovém hodnocení závodů Světového poháru na 500 a 1000 m. Dne 1. prosince 2005 ukončila aktivní sportovní kariéru.
Od roku 2000 je vdaná za svého bývalého manažera Magnuse Enfeldta.